# Riksväg 291
Riksväg 291 (norska: Riksvei 291) är en riksväg i Drammens kommun  i Buskerud fylke i sydöstra Norge som går mellan Europaväg 18 och Europaväg 134 vid Bangeløkka i södra Drammen och Europaväg 18 och Europaväg 134 vid Brakerøya i nordöstra Drammen.
Vägen är 2,6 kilometer lång och asfalterad. Den passerar bland annat genom Strømsø i södra Drammen.

## Anslutningar
- Europaväg 18 (vid Bangeløkka)
- Europaväg 134 (vid Bangeløkka)
- Fylkesväg 319 (vid Bangeløkka)
- Fylkesväg 283 (vid Strømsø)
- Europaväg 18 (vid Brakerøya)
- Europaväg 134 (vid Brakerøya)
- Fylkesväg 282 (vid Brakerøya)
- Fylkesväg 283 (vid Brakerøya)